# Кориліс
Кори́ліс (Loriculus) — рід папугоподібних птахів родини Psittaculidae. Представники цього роду мешкають в Південній і Південно-Східній Азії та Австралазії.

## Опис
Кориліси — дрібні папужки, які досягають довжини 10–15 см і ваги 12–40. Вони є одними з найменших представників ряду папугоподібних, після папужок-пігмеїв (Micropsitta). Забарвлення корилісів є переважно яскраво-зеленим, на голові і крилах у деяків видів є червоні і сині плями. Лапи короткі, міцні. Дзьоб відносно слабкий, довгий і сплюснутий з боків. Хвіст короткий. 
Кориліси поширені від Південної Індії і Шрі-Ланки до Нової Гвінеї і архіпелагу Бісмарка. Вони живуть у вологих тропічних лісах. Зустрічаються у великих зграях. Кориліси є вправними акробатами: вони можуть спати і відпочивати на деревах головою донизу, вчепившись лапами в гілку. Загалом вони дуже добре вміють лазити по деревах і по гілках. Живляться ягодами, плодами, нектаром. Добре співають. Гніздяться в дуплах дерев.

## Види
Виділяють чотирнадцять видів:
- Кориліс молуцький (Loriculus amabilis)
- Кориліс золотолобий (Loriculus aurantiifrons)
- Кориліс цейлонський (Loriculus beryllinus)
- Кориліс сангезький (Loriculus catamene)
- Кориліс камігвінський (Loriculus camiguinensis)[10]
- Кориліс сулавеський (Loriculus exilis)
- Кориліс флореський (Loriculus flosculus)
- Серендак (Loriculus galgulus)
- Кориліс філіппінський (Loriculus philippensis)
- Кориліс жовтогорлий (Loriculus pusillus)
- Кориліс сулуйський (Loriculus sclateri)[11]
- Кориліс діадемовий (Loriculus stigmatus)
- Кориліс бісмарцький (Loriculus tener)[11]
- Кориліс індійський (Loriculus vernalis)

## Етимологія
Наукова назва роду Loriculus походить від наукової назви роду Лорі (Lorius) і зменшуватильного суффіксу.